# Ступінь (Селаж)
Ступінь, Ступіні (рум. Stupini) — село у повіті Селаж в Румунії. Входить до складу комуни Хіда.
Село розташоване на відстані 360 км на північний захід від Бухареста, 27 км на південний схід від Залеу, 36 км на північний захід від Клуж-Напоки.

## Населення
За даними перепису населення 2002 року у селі проживали 260 осіб, усі — румуни. Усі жителі села рідною мовою назвали румунську.